# Francesco Bocchi
Francesco Bocchi (Firenze, 1548 – Firenze, 1613 o 1618) è stato uno scrittore e critico d'arte italiano.

## Biografia
Era il figlio di Lisabetta Papi e Bartolomeo Bocchi, una famiglia di un certo prestigio, ma moderatamente benestante. Il padre di Francesco morì quando aveva undici anni, e fu lasciato ad essere educato in letteratura e retorica dallo zio Donato Bocchi, vicario generale del vescovo di Fiesole. Si trasferisce nel 1572 a Roma per alcuni anni. Ritorna a Firenze, dove trova lavoro come tutore per i bambini aristocratici, ad esempio Ulisse Bentivoglio, e i figli di Benedetto Vivaldi e Piero Antonio Strozzi. Trovò anche impiego nella composizione di discorsi (come le orazioni funebri) e trattati destinati a patroni di spicco. Tra i suoi mecenati c'era Lorenzo Salviati e la sua famiglia, Filippo Valori, Piero Vettori e altri membri della Curia nella cerchia del cardinale e poi del Granduca, Ferdinando de' Medici.
Come scrittore, ha spesso elaborato opere con erudizione cortese, più stile del contenuto ragionato, anche se profondo nei fatti. Tra le sue opere c'era una guida alle opere d'arte a Firenze: Le bellezze della città di Firenze, pubblicato nel 1594. Era il primo del suo genere per una città italiana, e può essere paragonato alla versione del 1674 di Filippo Titi per Roma.
Scrisse anche una storia delle ribellioni fiamminghe per Giovan Vincenzo Vitelli, che desiderava celebrare il ruolo del padre  Chiappino Vitelli, il quale vi aveva combattuto come condottiero.
Fu sepolto nella chiesa di San Pier Maggiore, che ospitava già le tombe dei suoi avi. Quella chiesa e l'annesso monastero furono demoliti all'inizio dell'ultimo ventennio del XVIII secolo.